# Libertas Brindisi 1965-1966
La Libertas Brindisi 1965-1966, prende parte al campionato italiano di Serie B, girone A a 9 squadre (la Officine Calabresi Bari si ritirò). Chiude la stagione regolare al settimo posto con 7V e 9P, 986 punti segnati e 1026 subiti.

## Storia
Dalla formazione della stagione precedente vengono dirottati al Basket Brindisi Franco Musci e Giuseppe Giuri mentre Vincenzo Giuri rientra dal servizio militare, Luigi Pellecchia viene prelevato dalla Folgore Brindisi e dall' Ex Alunni Massimo Roma viene acquistato Duranti un pivot di 1,98m, che a causa di vari infortuni non riuscirà ad esprimersi al meglio e con continuità. Claudio Calderari viene convocato nella Nazionale B, primo brindisino ad essere convocato, Nazionale che si esibirà proprio a Brindisi in un torneo internazionale. Anche i giovani Galluccio, Arigliano, Rutigliano, Lonero e Lonati, a dimostrazione della bontà del settore giovanile brindisino, saranno convocati nella nazionale juniores. Marco Lonero viene nominato miglior giocatore della categoria allievi, viene acquistato dalla Simmenthal Milano e lasciato in prestito a Brindisi per due anni.
Miglior marcatore della stagione è Calderari con 332 punti in 15 partite, seguito da Vincenzo Giuri con 219 p e Giuseppe Galluccio con 139 p.
A livello giovanile è un anno di grandi soddisfazioni, guidati da Peppino Todisco sia la categoria allievi (U15) che quella juniores (U19) arrivano a disputarsi il titolo di campione d'italia ma perdono entrambe, gli allievi contro la Virtus Bologna targata Candy per 49-47 e gli juniores contro la U.G. Goriziana per 47-39

## Roster
| Libertas Brindisi 1965/1966 | Libertas Brindisi 1965/1966 |
| Giocatori                   | Staff tecnico               |
| --------------------------- | --------------------------- |

| N. | Naz.              | Ruolo | Nome                | Anno | Alt.   | Peso |  |
| -- | ----------------- | ----- | ------------------- | ---- | ------ | ---- |  |
| 6  | Italia (bandiera) | P     | Brunetto Cocciolo   | 1948 | 182 cm |      |  |
|    | Italia (bandiera) | A     | Vincenzo Giuri      | 1943 | 181 cm |      |  |
| 8  | Italia (bandiera) | AC    | Giuseppe Rutigliano | 1948 | 192 cm |      |  |
| 9  | Italia (bandiera) | G     | Claudio Calderari   | 1944 | 182 cm |      |  |
| 10 | Italia (bandiera) | G     | Antonio Guadalupi   |      |        |      |  |
| 11 | Italia (bandiera) | G     | Franco Musci        |      |        |      |  |
| 12 | Italia (bandiera) | C     | Vittorio Sangiorgio | 1941 | 195 cm |      |  |
|    | Italia (bandiera) | A     | Giuseppe Galluccio  | 1946 |        |      |  |
|    | Italia (bandiera) | C     | Giuseppe Lonati     | 1951 | 192 cm |      |  |
|    | Italia (bandiera) | G     | Giuseppe Monaco     | 1949 |        |      |  |
|    | Italia (bandiera) | G     | Gianvito Monaco     | 1946 |        |      |  |
|    | Italia (bandiera) | A     | Teodoro Arigliano   | 1948 | 191 cm |      |  |
|    | Italia (bandiera) | C     | Alessandro Duranti  |      | 198 cm |      |  |
|    | Italia (bandiera) | A     | Marco Lonero        | 1950 | 187 cm |      |  |
|    | Italia (bandiera) | A     | Luigi Pellecchia    | 1949 | 193 cm |      |  |

| Allenatore             |
| - Elio Pentassuglia    |
| Assistente/i           |
| Legenda - (C) Capitano |

## Risultati
| Arbitri: | Menichetti (Firenze) Massai (Pisa) |

|                                          |       |                                        |
| Pierfederici 18, Minguzzi 17, Bruschi 14 | Punti | Calderari 22, Duranti 17, Galluccio 14 |

| Arbitri: | Cardullo (Messina) Bottari (Messina) |

|                                      |       |                                      |
| Calderari 33, Galluccio 16, Giuri 13 | Punti | De Santi 16, Bitelli 12, Ciamaroni 8 |

| Arbitri: | Burcovich L. (Venezia) Burcovich B. (Venezia) |

|                                     |       |                         |
| Plotheger 16, Brumatti 14, Cella 13 | Punti | Calderari 22, Monaco 12 |

| Arbitri: | Giorgi (Roma) Izzo (Roma) |

|                                      |       |                                  |
| Galluccio 20, Giuri 17, Calderari 12 | Punti | Porcelli 14, Poli 14, Musetti 12 |

| Arbitri: | Degli Esposti (Bologna) Serrazanetti (Bologna) |

|                         |       |                        |
| Mainardi 14, Biamozzi 8 | Punti | Calderari 20, Giuri 11 |

| Arbitri: | Micali (Reggio Calabria) Buzzone (Reggio Calabria) |

|                                      |       |                                      |
| Calderari 18, Giuri 14, Galluccio 10 | Punti | Pellizzaro 13, Pallotta 10, Disarò 9 |

| Arbitri: | Vietti (Milano) Rossini (Milano) |

|                                  |       |                                    |
| Rossi 17, Tommasi 10, Del Bene 9 | Punti | Calderari 23, Galluccio 8, Giuri 8 |

| Arbitri: | Cardullo (Messina) Bottari (Messina) |

|                                      |       |                                    |
| Calderari 42, Galluccio 12, Monaco 9 | Punti | Fortunato 18, Mocenigo 10, Nader 8 |

| Arbitri: | Bonaccorsi (Messina) Pluchino (Ragusa) |

|                        |       |                                  |
| Calderari 18, Giuri 14 | Punti | Rossi 15, Mincuzzi 14, Manini 10 |

| Arbitri: | Innocenti (Milano) Nobile (Milano) |

|                                      |       |                        |
| De Fanti 21, Ciamaroni 16, Tesoro 13 | Punti | Calderari 32, Giuri 17 |

| Arbitri: | Tieri (Napoli) Nastri (Napoli) |

|                                      |       |                                   |
| Giuri 22, Calderari 17, Galluccio 11 | Punti | Brumatti 22, Hualic 18, Medeot 13 |

| Arbitri: | Lelli (Venezia) Visentin (Padova) |

|                                  |       |                                       |
| Porcelli 26, Poli 13, Musetti 10 | Punti | Calderari 22, Rutigliano 15, Giuri 11 |

| Arbitri: | Coglitore (Messina) Mollura (Messina) |

|                                      |       |                                    |
| Calderari 23, Giuri 12, Galluccio 11 | Punti | Mainardi 16, Polenta 14, Moroni 10 |

| Arbitri: | Casale (Bolzano) Innusich (Monfalcone) |

|                           |       |                                     |
| Rigonanza 22, Giacomin 15 | Punti | Giuri 20, Calderari 11, Galluccio 9 |

| Arbitri: | Sussi (Livorno) Minghetti (Firenze) |

|                                     |       |                   |
| Calderari 17, Giuri 14, Galluccio 8 | Punti | Turra 22, Bisci 8 |

| Arbitri: | G. Burcovich (Venezia) B. Burcovich (Venezia) |

|                                  |       |                                      |
| Schergat 28, Nader 19, Bianco 18 | Punti | Giuri 22, G. Monaco 14, Gb. Monaco 8 |

## Fonti
La Gazzetta del Mezzogiorno edizione 1965-66